# Нектарий (Селезнёв)
Епископ Нектарий (в миру Николай Васильевич Селезнёв; 7 мая 1974, Чульман, Якутская АССР) — архиерей Русской православной церкви, епископ Ливенский и Малоархангельский.

## Биография
Родился 7 мая 1974 года в посёлке Чульман Алданского района Якутии в семье рабочих.
Окончил среднюю школу № 20 в посёлке Чульман, затем окончил ПТУ-81.
В 1990 году становится алтарником Троицкого собора города Красноярска.
Ввиду недостатка иподиаконов при архиерейском богослужении в Покровском кафедральном соборе был приглашен настоятелем на послушание иподиакона правящего епископа Красноярского Антония (Черемисова). Нёс одновременно многие другие послушания, благословленные священноначалием. В 1994—1998 годы трудился в Покровском соборе по хозяйственным вопросам.
1 марта 1998 года в Покровском кафедральном соборе Красноярска был рукоположён в сан диакона и назначен штатным клириком этого собора.
1 июня 1999 года был назначен личным секретарём правящего архиерея.
26 апреля 2002 года архиепископом Красноярским Антонием (Черемисовым) был пострижен в монашество с именем Нектарий в честь преподобного Нектария Оптинского.
21 ноября того же года в Покровском кафедральном соборе был рукоположён в сан иеромонаха и включен в штат Покровского собора.
В 2003 году заочно окончил Московскую духовную семинарию.
10 января 2004 года был назначен настоятелем Троицкого собора с сохранением прежних обязанностей.
20 марта 2006 года был назначен исполняющим обязанности наместника Успенского мужского монастыря Красноярска, в связи с чем возведён в сан игумена.
С 2006 года является членом-корреспондентом Петровской Академии наук и искусств. Является членом международного фонда «Святая Гора Афон (Россия-Греция)».
27 марта 2007 года решением Священного Синода утверждён в должности наместника Красноярского Успенского монастыря.
В том же году назначен на должность эконома епархии с сохранением прежних обязанностей.
В 2008 года заочно окончил Киевскую духовную академию с присвоением степени кандидата богословия.
В январе 2009 года был участником Поместного Собора Русской Православной Церкви.
9 мая 2009 года в Покровском кафедральном соборе архиепископ Антоний во исполнение Указа Патриарха Московского и всея Руси Кирилла от 19.04.2009 года возвёл игумена Нектария в сан архимандрита.
1 октября 2010 года назначен на должность секретаря Красноярской епархии.
24 декабря 2010 года освобождён от должности наместника Свято-Успенского мужского монастыря города Красноярска.
1 сентября 2011 года назначен благочинным Красноярского благочиния с сохранением прежних обязанностей.
4 октября 2011 года почислен за штат новообразованной Красноярско-Ачинской епархии с правом перехода в другую епархию. Вслед за переведённым на Орловскую кафедру Антонием (Черемисовым) перешёл в клир Орловской епархии.
22 октября 2011 года назначен секретарём епархии и настоятелем храма Иверской иконы Божией Матери города Орла.
25 октября 2011 года назначен временно исполняющим обязанности наместника Успенского мужского монастыря города Орла.
16 марта 2012 года решением Священного Синода был назначен наместником Орловского Успенского монастыря.
В мае 2014 года архимандрит Нектарий участвовал (совершал освящение) мемориальной доски, установленной на территории Успенского монастыря в память известного поэта-монархиста Сергея Бехтеева.

### Архиерейство
25 июля 2014 года решением Священного Синода избран епископом Ливенским и Малоархангельским.
15 августа 2014 года в храме Всех святых, в земле Российской просиявших, Патриаршей резиденции в Даниловом монастыре города Москвы состоялось его наречение во епископа.
9 сентября 2014 года в Троицком кафедральном соборе в Калуге был хиротонисан во епископа Ливенского и Малоархангельского. Хиротонию совершили: Патриарх Московский и всея Руси Кирилл, митрополит Санкт-Петербургский и Ладожский Варсонофий (Судаков), митрополит Калужский и Боровский Климент (Капалин), митрополит Орловский и Болховский Антоний (Черемисов), архиепископ Песоченский и Юхновский Максимилиан (Лазаренко), епископ Солнечногорский Сергий (Чашин), епископ Козельский и Людиновский Никита (Ананьев).
В мае 2017 года епископ Нектарий получил в подарок (по данным епархии) автомобиль «Land Cruiser», стоимостью около 6 млн рублей и регистрационным номером соответствующим машинам правительства Орловской области. Столь дорогую автомашину в Орловской митрополии объяснили тем, что архиерею приходится посещать отдаленные деревни в любую погоду и тем, что Иисус Христос также носил подаренные ему дорогие одежды. Нектарию очень не понравилась реакция в СМИ на этот подарок. Епископ написал в редакцию интернет-издания «Орловские новости» следующее:

 Подобные выходки подрывают духовно-нравственные устои нашего общества, бросая тень на Святую Церковь и её честных служителей. Не надейтесь, что ваша публичная ложь останется без ответа со стороны РПЦ. Но Господь наш Иисус Христос призывал прощать врагов, поэтому Я вам даю единственный шанс все исправить и ТРЕБУЮ удалить касающуюся меня информацию из ваших безнравственных СМИ. В противном случае Я буду вынужден привлечь вас к законной ответственности по статье 148 УК РФ п.1 (публичные действия, выражающие явное неуважение к обществу и совершенные в целях оскорбления религиозных чувств верующих
 В дальнейшем никакого обращения в Суд не последовало.
В апреле 2018 года, через газету обратился к жителям города Ливны с обвинением создателей Зоны отдыха горожан «Славянский сад» в проведении культовых языческих собраний, что спровоцировало местных казаков на безуспешную попытку уничтожения имущества этого Сада.

## Награды
- Орден Дружбы (17 октября 2024 года) — за вклад в сохранение и развитие духовно-нравственных традиций, активную просветительскую деятельность[18].